# Disseny per a la fabricabilitat

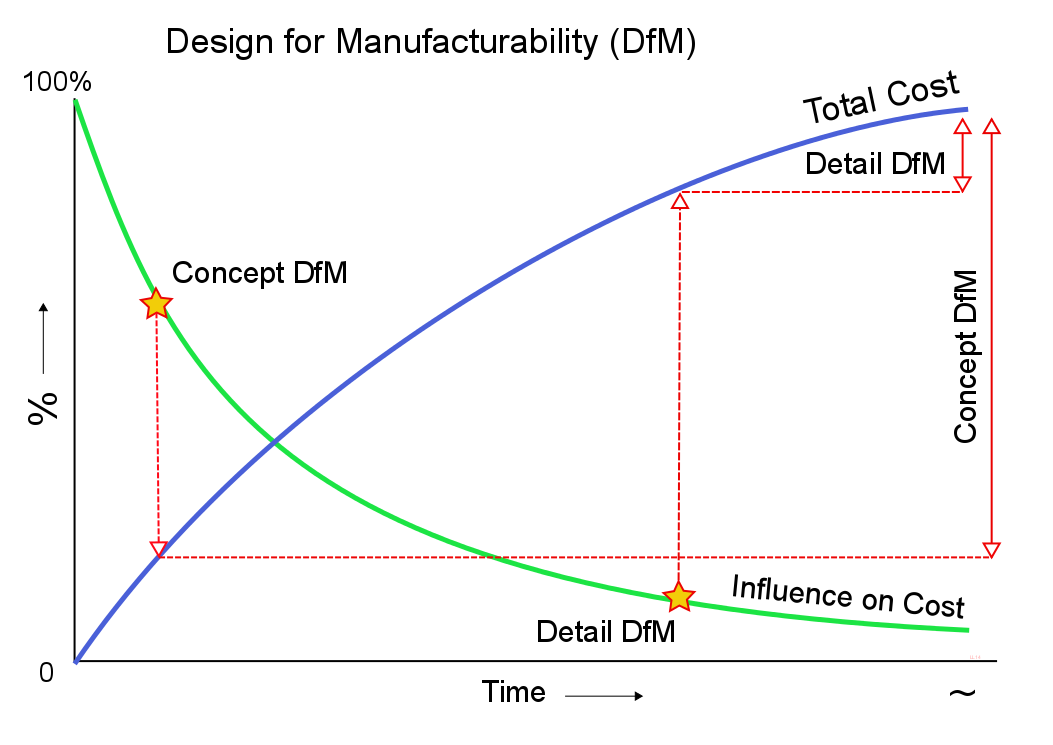
Visualització de l'ùs de tècniques DFM aplicades en el temps en funció del cost total.

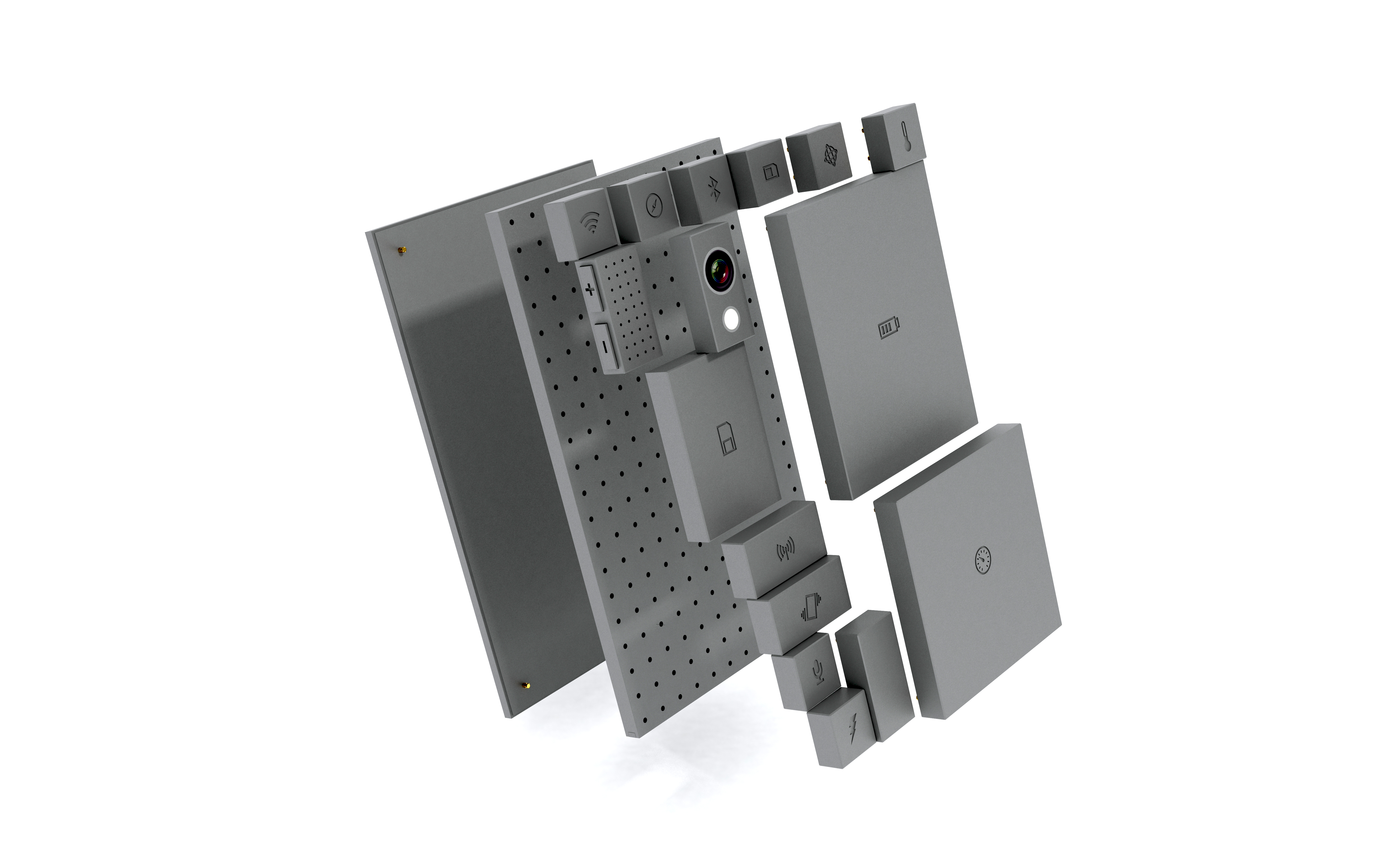
Exemple de disseny modular d'un telèfon mòbil que facilita la DFM.

El disseny per a la fabricabilitat (també conegut de vegades com a disseny per a la fabricació o DFM) és la pràctica general d'enginyeria de dissenyar productes de manera que siguin fàcils de fabricar. El concepte existeix en gairebé totes les disciplines d'enginyeria, però la implementació difereix molt segons la tecnologia de fabricació. DFM descriu el procés de disseny o enginyeria d'un producte per tal de facilitar el procés de fabricació per tal de reduir els seus costos de fabricació. DFM permetrà solucionar possibles problemes en la fase de disseny, que és el lloc menys costós per solucionar-los. Altres factors poden afectar la fabricabilitat, com ara el tipus de matèria primera, la forma de la matèria primera, les toleràncies dimensionals i el processament secundari com ara l'acabat.
Depenent dels diferents tipus de processos de fabricació, s'estableixen directrius per a les pràctiques de DFM. Aquestes directrius de DFM ajuden a definir amb precisió diverses toleràncies, regles i controls de fabricació comuns relacionats amb DFM.
Tot i que DFM és aplicable al procés de disseny, un concepte similar anomenat DFSS (Design for Six Sigma) també es practica en moltes organitzacions.